# Acanthopsyche ecksteini
Acanthopsyche ecksteini is een vlinder uit de familie zakjesdragers (Psychidae). De wetenschappelijke naam van deze soort is voor het eerst geldig gepubliceerd in 1855 door Lederer.
De soort komt voor in Europa.